# Spicomellus
Spicomellus afer, схоже, є найдавнішим відомим анкілозавром і першим з Африки, а саме зі середньої юри Марокко. Типовий зразок складається з ребра зі шипоподібною шкірною бронею, зрощеною з його спинною поверхнею — безпрецедентною морфологією серед вимерлих і сучасних хребетних тварин. Зразок виявляє нереалізовану морфологічну різноманітність броньованих динозаврів під час їхньої ранньої еволюції та передбачає наявність важливої, але невідкритої хроніки скам'янілостей Гондвани.

## Етимологія
лат. Spicus — «шип», mellus — «комір із шипами», посилаючись на морфологію зразка; afer — «африканець».